# Župa Aleksandrovac
FK Župa Aleksandrovac – serbski klub piłkarski z siedzibą  mieście Aleksandrovac, utworzony w 1922 roku. Obecnie klub występuje w II lidze, w okręgu Srpska Liga Wschód.